# Płochocinek
Płochocinek – kociewska wieś sołecka w Polsce położona w województwie kujawsko-pomorskim, w powiecie świeckim, w gminie Warlubie.
W latach 1975–1998 miejscowość administracyjnie należała do województwa bydgoskiego. Według Narodowego Spisu Powszechnego (III 2011 r.) liczyła 285 mieszkańców. Jest siódmą co do wielkości miejscowością gminy Warlubie.